# Storlien
Storlien is een plaats in de gemeente Åre in het Zweedse landschap Jämtland en de provincie Jämtlands län. De plaats heeft 97 inwoners (2005) en een oppervlakte van 23 hectare. Storlien ligt op een kilometer afstand van de grens met Noorwegen en langs het dorp loopt de Europese weg 14. Vroeger was er een sanatorium. In de buurt liggen verschillende gebergten. Veel van de bergtoppen liggen boven de boomgrens en de hoogste bergtoppen in de buurt van de plaats liggen op ongeveer 1450 meter boven de zeespiegel.
De plaats is een wintersportplaats, er wordt veel aan langlaufen en alpineskiën gedaan. In het skigebied Storlien, dat bij de plaats ligt, zijn in totaal 23 skipistes te vinden en negen skiliften. Het dorp Storlien is populair bij toeristen uit Noorwegen. De Zweedse koninklijke familie heeft een huis in Storlien waarin ze gewoonlijk pasen vieren. Storliens skigebied heeft 9 liften en 23 afdalingen. Hoewel de naam Storlien 'grote heuvel' betekent, stijgt de heuvel maar 190 meter wat tot gevolg heeft dat de afdalingen in vergelijking met andere skigebieden kort zijn.

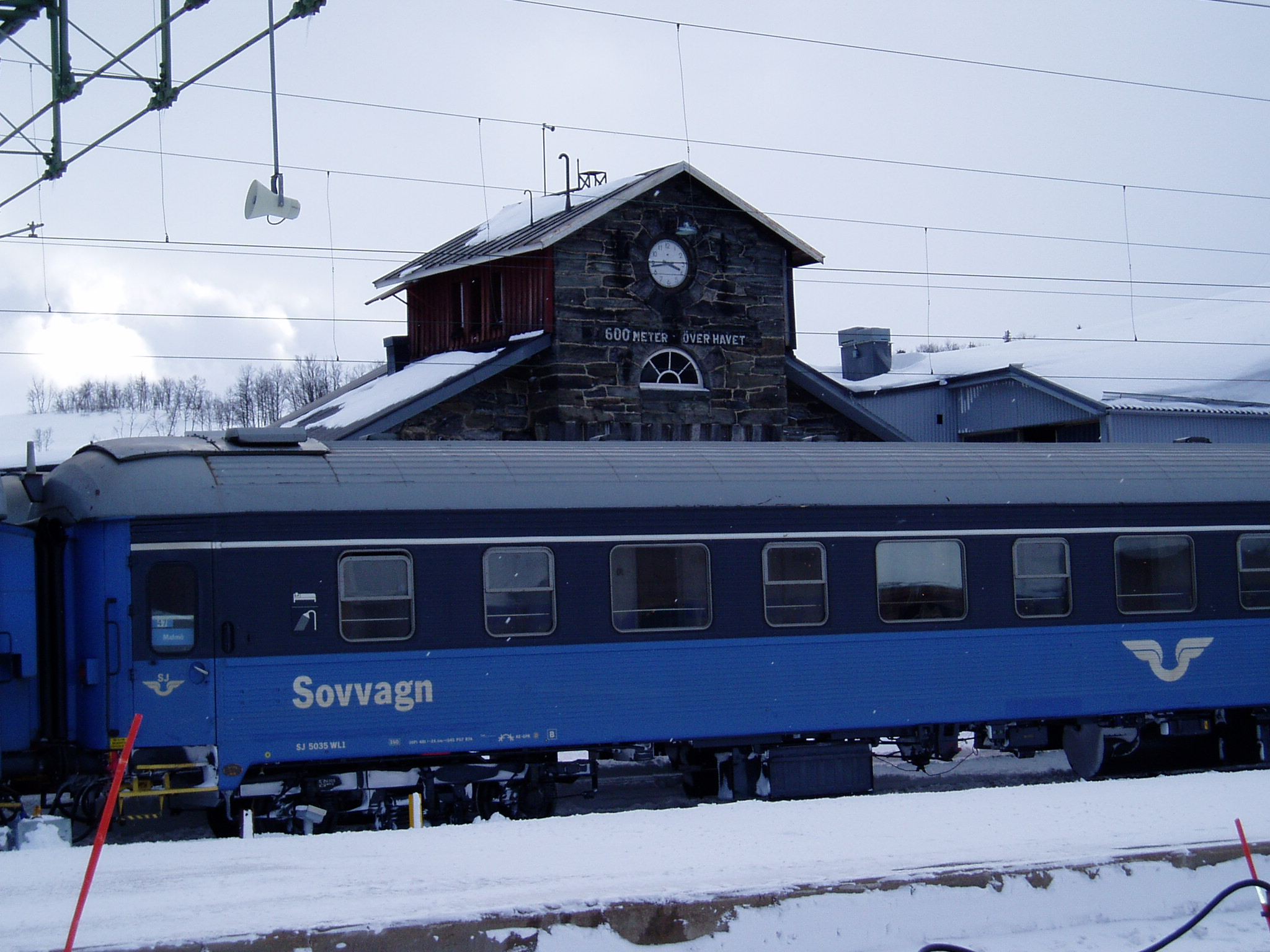
Storlien treinstation

Het station Storlien ligt 592 meter boven de zeespiegel en is hiermee het hoogstgelegen treinstation van Zweden. De spoorlijnen Spoorlijn Trondheim - Storlien en Spoorlijn Storlien - Sundsvall eindigen en beginnen in het dorp. Vanaf het station rijden regionale treinen van Vy naar Trondheim en regionale treinen van Norrtåg naar Östersund en Sundsvall, beide twee keer per dag, op elkaar aansluitend. In het verleden reden er ook nachttreinen naar o.a. Stockholm en Malmö.

## Voetnoten
1. ↑  (sv)  Zweeds Bureau voor Statistiek. Småorter 2005 (Toelichting) (gearchiveerde versie)